# Chelsea Headhunters
I Chelsea Headhunters sono un gruppo di hooligan inglese della squadra del Chelsea.
Sono considerati una delle firm più violente del panorama calcistico inglese, essendosi resi protagonisti di scontri con molte altre tifoserie.

## Panoramica
Il gruppo fu fondato negli Anni '60 con il nome di Chelsea Shed Boys e si stanziò fin da subito nello Shed (la tribuna sud) dello Stamford Bridge.
Un giornalista è riuscito nel 1999 a infiltrarsi nel gruppo come "membro", per girare un documentario, e ha confermato le idee politiche del gruppo, e raccontando che all'interno del gruppo circola addirittura materiale collegato al Ku Klux Klan. Il documentario ha portato all'arresto di uno dei membri più autorevoli della firm, Jason Marriner, che si è difeso dicendo che i filmati erano stati manipolati, e le dichiarazioni del giornalista inventate.
Nel 1985, dopo che il Chelsea aveva perso una partita, un gruppo di Headhunters entrò in un pub a Londra, e picchiò a sangue il manager del locale, uno statunitense, con l'accusa di essere "un maledetto americano" che "ruba il lavoro" alle persone del luogo. Questo attacco ha fatto condannare all'ergastolo un membro del gruppo, mentre altri due sono stati condannati a pene carcerarie minori. Nello stesso anno diversi headhunters presenziarono alla finale della Coppa dei Campioni del 1985 tra Juventus e Liverpool e quindi alla strage dell’Heysel compiuta dai loro omologhi, gli hooligan del Liverpool.

## Orientamento politico
Il gruppo è schierato su posizioni politiche di estrema destra ed ha legami con alcuni militanti di gruppi razzisti, neonazisti e ultranazionalisti, come Combat 18, il National Front o il British National Party, e con alcune organizzazioni paramilitari protestanti attive in Irlanda del Nord, come la UDA.

## Gemellaggi e rivalità
I Chelsea Headhunters sono gemellati nel Regno Unito con gli scozzesi dei Rangers e i nordirlandesi del Linfield, con cui il Chelsea forma il trio di amicizie "Blues Brothers", visto che tutte e tre hanno visioni socio politiche vicine e tutte indossano una maglia di colore blu. A livello internazionale sono stati gemellati con la Lazio (sciolto dopo il gemellaggio tra Lazio e West Ham) e sono gemellati tuttora con i tifosi dell'Hellas Verona, dal 1976 quando ad alcuni membri delle Brigate Gialloblù fu concesso di esporre il loro striscione nella temutissima "Shed" dei tifosi londinesi. Tale amicizia si è riconfermata nel 1997 quando il Chelsea dovette disputare una partita di Coppa delle Coppe contro il Vicenza (arcirivali del Verona): un gran numero di sostenitori dell'Hellas Verona era presente allo Stadio Romeo Menti di Vicenza insieme ai tifosi del Chelsea. Dalla stretta del gemellaggio, la Curva Sud del Bentegodi ha iniziato a esporre la Union Jack in ogni partita casalinga e ha cambiato lo stile di tifo, traducendo e adattando inoltre molti cori degli headhunters, spesso in dialetto, come nel seguente esempio:
(Sulle note di When the Saints Go Marching In)
Al contrario, si registrano fortissime rivalità con i tifosi delle altre squadre di Londra, come Fulham, Arsenal, West Ham, Millwall, Tottenham e QPR.

## Nella cultura di massa
Gli Headhunters appaiono nei film The Football Factory, dove sono protagonisti, e Green Street Hooligans 2.